# Adam Lundgren
Pour les articles homonymes, voir Lundgren.
Adam Reier Lundgren (né le 15 février 1986 à Göteborg)  est un acteur suédois .

## Carrière
Il a étudié à la London Academy of Music and Dramatic Art de Göteborg entre 2009 et 2012 . Il s'est dédié jusqu'à l'âge de seize ans au hockey sur glace qu'il a abandonné pour se consacrer à ses ambitions d'acteur. Son rôle de Benjamin dans la série télévisée Snö l'a fait connaître dans tout le pays. Il y joue un jeune homme homosexuel idéaliste qui soigne jusqu'à la mort l'amour de sa vie, à l'époque des ravages du SIDA, dans une fresque pleine de sensibilité sur les années 1980 à Stockholm.

## Filmographie
- 2005 : Storm
- 2005 : Sandor slash Ida
- 2007 : Ciao Bella
- 2007 : Pirret
- 2007 : Linas kvällsbok
- 2008 : Love (court métrage)
- 2008 : Höök (série télévisée)
- 2008 : Contre-enquête (Oskyldigt dömd) (série télévisée)
- 2009 : 183 dagar (série télévisée)
- 2009 : Maud och Leo
- 2009 : Främmande land
- 2010 : Olycksfågeln (téléfilm)
- 2010 : Fyra år till
- 2010 : Apflickorna : Jens
- 2011 : Irene Huss - Tystnadens cirkel
- 2011 : Anno 1790 (série télévisée)
- 2012 : Bitchkram
- 2012 : Snö (série télévisée): Benjamin Nilsson
- 2013 : Din barndom ska aldrig dö
- 2013 : Känn ingen sorg :  Pål
- 2014 : Viva Hate (série télévisée): Joakim Thåström
- 2014-2015 : Blå ögon (série télévisée): Mattias Cedergren
- 2015 : Svenskjävel, film long métrage de Ronnie Sandahl : Anders
- 2017 : Vår tid är nu : Peter Löwander
- 2019 : Chernobyl : Viatcheslav Brajnik
- 2024 : Whiskey on the Rocks : Capitaine Hammarberg